# Strongylophthalmyiidae
Strongylophthalmyiidae zijn een familie uit de orde van de tweevleugeligen (Diptera), onderorde vliegen (Brachycera). Wereldwijd omvat deze familie 2 genera en 45 soorten.

## Taxonomie
De volgende geslachten zijn bij de familie ingedeeld:
- Strongylophthalmyia